# Tubbergen
Tubbergen – gmina w północnej Holandii, w prowincji Overijssel.

## Miejscowości
Albergen, Fleringen, Geesteren, Harbrinkhoek, Langeveen, Mander, Manderveen, Mariaparochie, Reutum, Tubbergen, Vasse.